# Föderalismus

Karte der Staaten mit föderaler Verfassung

Unter Föderalismus (von lateinisch foedus ‚Bund‘, ‚Bündnis‘) wird heute vorwiegend ein Organisationsprinzip verstanden, bei dem die einzelnen Glieder (Gliedstaaten) über eine begrenzte Eigenständigkeit und Staatlichkeit verfügen, aber zu einer übergreifenden Gesamtheit (Gesamtstaat) zusammengeschlossen sind. Oftmals wird der Begriff undifferenziert benutzt und sowohl auf Föderationen im engeren Sinne als auch auf Konföderationen angewandt.
Als föderalistischer Staat, in der Literatur zuweilen auch Föderalstaat genannt, wird demzufolge ein Staat mit einer föderalen Verfassung bezeichnet. Er ist nach dem föderativen Prinzip (oder Bundesstaatsprinzip) aufgebaut und besteht somit aus Teilstaaten, die bestimmte (beschränkte) staatsrechtliche Kompetenzen ausüben, welche nicht vom Bund als Gesamtstaat abgeleitet sind. Neben dem Gesamtstaat besitzen daher auch die Gliedstaaten eines Bundesstaates in staatsrechtlicher Hinsicht eine eigene, originäre Hoheitsgewalt über die Bevölkerung in ihrem Territorium.
Teilweise wird den Gliedern des Bundes ein Austrittsrecht eingeräumt, wobei das geschriebene Verfassungsrecht aber nicht notwendigerweise mit der Verfassungswirklichkeit übereinstimmen muss. Die „Prinzipienerklärung“ der UNO-Generalversammlung vom 24. Oktober 1970 schließt ein Recht auf Sezession im Rahmen des Selbstbestimmungsrechts der Völker weitgehend aus.

## Begriffsherkunft
Der Begriff Föderalismus leitet sich aus dem lateinischen Wort foedus ab, welches zunächst allgemein ‚Bündnis‘ (zwischen Staaten), ‚Vertrag‘ (zwischen Privatpersonen) bedeutete.
Das Begriffsgeflecht foedus, foederati, Föderation, föderal steht im Wandel der Zeit und entzieht sich daher einer festen Definition (siehe auch Abschnitt „Vereinigte Staaten und konträre Wortbedeutung“).

## Geschichte
Als Föderaten galten Volksstämme in der voraugustäischen Römischen Republik, die weder Kolonien Roms waren noch römisches Bürgerrecht besaßen. Mit ihnen bestanden Bündnisse (foedera), welche ihnen auferlegten, Rom militärisch zu unterstützen. Im späteren Geschichtsverlauf zur Zeit der Völkerwanderung übertrug sich der Begriff auf jene barbarischen, meist germanischen Volksstämme, die die Erlaubnis bekamen, sich innerhalb des Römischen Reichs anzusiedeln; auch hier stellten diese als Gegenleistung Truppen für die römische Armee. In der spätantiken Entwicklung des Militärwesens wandelte sich die Begriffsbedeutung und bezeichnete vielmehr das Föderatenrecht, unter dem multiethnische Söldnertruppen, in denen auch römische Bürger Dienst für Rom taten, die Streitkräfte bildeten. Diese historische funktionale Bedeutung hat mit dem heutigen Föderalismus nichts zu tun.
Das Heilige Römische Reich hatte bereits föderale Züge. So etwa ist im weiteren Sinn das Reich der Ottonen, Salier und Staufer durch die praktische Unmöglichkeit, die Zentralgewalt zur Geltung zu bringen, weil grundlegende Instrumente wie geeignete Kommunikation oder eine verschriftlichte Verwaltung durch Beamte fehlte, auf föderative Machtdurchsetzung angewiesen. Im Hochmittelalter mit der Herrschaft der sächsischen Könige und Kaiser von Heinrich I. über Otto I. bis hin zu Otto III. versteht die moderne Mittelalterkunde heutzutage nicht mehr eine straffe zentralistische, sondern konsensuale Herrschaft; so mussten sich die gewählten Könige mit den regionalen Gewalten in einem hohen Maße arrangieren. Im spätmittelalterlichen Heiligen Römischen Reich hatten regionale fürstliche beziehungsweise reichsständische Herrschaften weitreichende Eigenständigkeit und beachtliches Mitbestimmungsrecht etwa im Kurfürstenkolleg der Fürsten oder in den späteren Reichsversammlungen und auf Reichstagen. Erst zunehmende Abschottung der sich verselbstständigenden Fürsten im frühneuzeitlichen Reich setzte einen Niedergang der föderalen Kooperation auf Reichsebene in Gang. Dies mündete in Kleinstaaterei.
Im Frankreich der Französischen Revolution diente der Ausdruck fédéralisme dazu, die Girondisten zu stigmatisieren, gemäßigte Jakobiner, die durch den Aufstand der Pariser Sansculotten vom 31. Mai bis zum 2. Juni 1793 gestürzt wurden. Sie traten zwar keineswegs dafür ein, Frankreich zu einem Bundesstaat umzugestalten, doch sprachen sie sich dagegen aus, den Volksmassen der Hauptstadt zu erlauben, allen anderen ihren Willen aufzuzwingen. Paris sei nur eines von 83 Départements, also dürfe seine Bevölkerung auch nur 1/83 des politischen Einflusses ausüben dürfen, meinte der Abgeordnete Marc David Lasource. Deshalb bezeichneten die Anhänger der Bergpartei die Aufstände nach dem Sturz der Girondisten als „föderalistisch“.

### Moderner Föderalismus
Theoretisch wurde der Föderalismus als modernes staatsrechtliches Prinzip von Montesquieu und Proudhon in Frankreich während der Aufklärung begründet. Montesquieu sah im Föderalismus eine Form der Gewaltenteilung, die die absolutistische Zentralmacht neben der Trennung in Legislative, Exekutive und Judikative beschneiden würde. Er wurde zu einem wesentlichen Element der verfassungsmäßigen Gliederung der USA, Kanadas und Australiens. In Europa hat besonders der deutschsprachige Raum föderalistische Traditionen entwickelt, ab dem 20. Jahrhundert ergänzten föderative Elemente nach und nach die parlamentarisch-demokratische Regierungsform in mehreren Staaten. Länder und weitere regionale Untergliederungen des Staates erhielten Machtbefugnisse eigenen Rechts. Dadurch wurden Machtausübung und Entscheidungsfindung auf verschiedene Ebenen verteilt, neben den Rahmen des Gesamtstaats trat die Gliedstaatsebene und damit eine zusätzliche Möglichkeit für Opposition. Diese Verteilung erhöhte die Partizipationsmöglichkeit an der politischen Entwicklung des Staates und der Länder.

#### Deutschsprachiger Raum
In Deutschland entwickelten sich unterschiedliche Modelle staatlichen Zusammenschlusses zwischen den Polen von Partikularismus einerseits und Unitarismus andererseits. Die Verfassungen des 1815 entstandenen Deutschen Bundes, des Deutschen Kaiserreichs, der Weimarer Republik und der Bundesrepublik Deutschland sind föderalistisch geprägt. In der Weimarer Verfassung waren die föderalistischen Elemente geringer ausgeprägt als die unitarischen.
Österreichs Bundesverfassung von 1920 war bundesstaatlich nur schwach ausgeprägt, zudem nahm die Zentralisierung aus wirtschaftlichen und politischen Gründen weiter zu. Erst die Verfassungsnovelle von 1974 beendete diese Entwicklung. Weitere Verfassungsnovellen stärkten die Kompetenzen der Länder und die Stellung des Bundesrates.

#### Vereinigte Staaten und konträre Wortbedeutung
Mit Gründung der Vereinigten Staaten von Amerika folgte die erste moderne Umsetzung des praktischen Föderalismus. Programmatisch nannte sich die erste Verfassung Articles of Confederation (von 1776 bis 1789 in Kraft gewesen auf Grundlage der Konföderationsartikel, die das Gebilde nach der Unabhängigkeit 1783 zu einem Staatenbund machten). Hierin wurde ein loser Staatenbund mit voller Souveränität der Einzelstaaten fixiert. Allerdings formten die Staatsväter diese der föderalistischen Staatsidee entsprechende Republik schon alsbald mit Begründung der Vereinigten Staaten im Jahre 1789 um und lösten die zuvor bestehende Konföderation in ein Land mit Bundesstaaten unter Präsidialdemokratie auf. Entsprechend entschied man sich für die Bezeichnung des Gesamtstaats auch nicht für die Confederation, sondern für Union. Der engere Föderalismus-Begriff lebte 1860/61 im Zuge des Sezessionskrieges nochmals auf mit dem Austritt der Südstaaten, die sich Confederate States of America nannten und ihre Truppen schlicht Konföderierte.
Im Kontext des Föderalismus in den Vereinigten Staaten ist daher zu beachten, dass diese Wortbedeutung aus historischen Gründen der im Deutschen geläufigen entgegengesetzt ist: Als federalism wird im englischen Sprachraum (also auch Großbritannien, Kanada und Australien) gerade die Idee einer starken gesamtstaatlichen Zentralgewalt bezeichnet. Ein „Föderalist“ (federalist) in den USA ist demnach Befürworter einer zentralstaatlichen Gewalt, der die Rechte des Gesamtstaates ausbauen will. Politiker wie die der Federalist Papers wollten aus dem zuerst begründeten Staatenbund eine engere Föderation, also einen Bundesstaat (Föderativstaat) machen und verwirklichten dies auch. Im Englischen werden die Ausdrücke federation und confederation teilweise für das deutsche Begriffspaar Bundesstaat und Staatenbund verwendet, aber die Terminologie ist nicht einheitlich. So heißt der Norddeutsche Bund auf Englisch, trotz seines staatlichen Charakters, North German Confederation.

## Ideengeschichte und Entwicklung der Theorie des Föderalismus

### Politischer Föderalismus
In der modernen Föderalismusforschung wird der Begriff des Föderalismus oft in einem weiten Sinn verstanden. Bezieht man auch die supranationalen Organisationen, insbesondere die Europäische Union, mit ein, so erstreckt sich die territoriale Gliederung der politischen Weltgemeinschaft von den supranationalen Organisationen über die in ihnen zusammengeschlossenen Staaten und (in Bundesstaaten) deren Gliedstaaten oder den höheren Gebietskörperschaften (z. B. den französischen Regionen) bis zu den Landkreisen und Gemeinden. Diese Gliederung dient im Wesentlichen einer abgestuften Konfliktsbereinigung. Zu diesem Zweck werden die Entscheidungskompetenzen zwischen den verschiedenen Ebenen aufgeteilt. Diese Kompetenzenverteilung bestimmt wesentlich über die föderative Struktur. Sie wird in der Regel durch die Machtverhältnisse bestimmt und bleibt günstigenfalls einem experimentierenden Prozess von trial and error überlassen.
Im Staatsrecht wird der Begriff Föderalismus zumeist in einem engeren Sinn gebraucht. Mit ihm wird speziell ein staatliches Organisationsprinzip gemeint, nach welchem einzelne Gliedstaaten (Länder, Staaten) einen Bundesstaat – im Sinne eines föderativen (oder auch föderalen) Gesamtstaates (Föderation) – oder (in wesentlich lockerer Form) einen Staatenbund bzw. eine Konföderation bilden. Die Glieder eines Bundesstaates (je nach Untersuchungsobjekt beispielsweise Länder, Bundesländer, Kantone oder Bundesstaaten genannt) geben dabei ihre staatliche Souveränität auf, behalten aber ihre Staatlichkeit als Gebietskörperschaften. Der Gesamtstaat (Bund) entscheidet über alle Fragen von Einheit und Bestand des Ganzen (z. B. Sicherung der Bündnisgrenzen), die Gliedstaaten (Länder) haben das Selbstbestimmungsrecht in ihren Kompetenzbereichen (in der Bundesrepublik Deutschland z. B. Bildung, Polizei). Meist wird der Föderalismus-Begriff auf souveräne Staaten bezogen, die mehreren geografisch eingegrenzten Teilgebieten ihres Staates eine gewisse politische Autonomie einräumen. Diese darf nicht ohne weiteres wieder entzogen werden und ist regelmäßig in der Verfassung des Gesamtstaates festgelegt. Die so genannten Gliedstaaten besitzen eigene politische Organe und eigene Kompetenzen zur Regelung ihrer Angebote und leiten diese Rechte nicht vom Einheitsstaat ab. (Zur unterschiedlichen Aufteilung der staatlichen Kompetenzen in Staatenbünden und Bundesstaaten siehe unten.)
Der staatliche Föderalismus liegt im Spannungsfeld der Zuständigkeiten von Gesamtstaat und Gliedstaaten, so dass es zu Pendelbewegungen hin zu mehr Zentralisierung oder zu mehr Dezentralisierung kommen kann. Seit der Aufklärung gehen viele Denker davon aus, dass es bei Freigabe der Föderalisierung zu einem Zusammenschluss der selbstständigen Gemeinden über zunächst regionale und dann kulturkreisumgreifende Zusammenschlüsse bis zum Weltbund komme.
Neben dem die Staatsidee stützenden (etatistischen) Verständnis (Föderalismus von oben) tritt eine freiheitliche (libertäre) Auffassung auf (Föderalismus von unten), auch als „nachhaltiger Föderalismus“ bezeichnet. Ihr zufolge sind die kleinsten gesellschaftlichen Gebilde (Gruppen, Gemeinden) autonom. Sie gehen aus eigenem Antrieb Zweckbündnisse ein, geben jedoch nur diejenigen Aufgaben an ihre Vereinigungen ab, die sie selbst nicht wahrnehmen können.
Dem Föderalismus liegt das Verlangen des Menschen zugrunde, selbst bestimmen zu dürfen, welche Bindungen an Gemeinschaft und Moral er eingeht (Naturrecht), und mitbestimmen zu dürfen, was die Gemeinschaft beschließt (unmittelbare Demokratie). Die Bündnisse, die die selbstständigen Gemeinden eingehen, haben eine kündbare Zweckfunktion (enge Auslegung des Subsidiaritätsprinzips). Dieses Verständnis vom Föderalismus ist vielerorts gelebt worden, wo keine Staatsgewalt vorhanden war oder Menschen sich ihr – teils gewaltsam – entzogen hatten.
Heutzutage argumentieren einige, dass Demokratie, Selbstbestimmung und die wirtschaftliche Entwicklung auf lokaler Ebene durch den Zentralismus der Nationalstaaten behindert werden. So schreibt der Historiker Peter Josika, dass Föderalismus sogar Grundvoraussetzung für eine funktionierende Demokratie sei und dass die Gemeinde Ausgangspunkt jedes demokratischen Staatswesens sein sollte.

### Institutioneller Föderalismus
Beispiel für institutionellen Föderalismus sind manche Parteien (oder auch Vereine etc.), die sich, zum Beispiel in Deutschland, in den Gliedstaaten bilden und Aufgaben und Kompetenzen der Organisation auf eine Dachorganisation übertragen, die in Teilgebieten eigenständig agieren kann, in anderen Teilen jedoch auf die Teilorganisation angewiesen sind.

## Entstehung
Bundesstaaten können auf vier Arten entstehen:
- ein Zusammenschluss bislang selbstständiger Staaten zu einem größeren Staatswesen (z. B. Deutschland, Schweiz);
- Auflockerung und Zerteilung bisheriger Zentralstaaten (z. B. Belgien);
- Fortführung des Denkens einer bestehenden gewissen Selbstständigkeit innerhalb einer Monarchie (Stichwort: Kronländer) und Überführung dessen in eine republikanische Form (z. B. Österreich);
- oder sie werden von außen aus weltpolitischen Gründen oktroyiert (z. B. Bosnien und Herzegowina).

## Funktionen des Föderalismus
Der politische Ertrag einer föderativen Ordnung ist insbesondere:
- ein stufenweise geregeltes politisches System (politische und gesellschaftliche Selbststeuerung; „Steuerung der Selbststeuerung“[20]),
- die Belebung demokratischer Mitwirkung, auch durch
- die Erleichterung politischer Partizipation „vor Ort“,
- die Verteilung der politischen Willensbildung auf mehrere Ebenen nach dem Subsidiaritätsprinzip, hierdurch auch
- die Zurückführung der politischen Willensbildung auf ein „menschliches Maß“ und
- die Gewinnung von Sachnähe und Flexibilität,
- die Sammlung politischer Erfahrung auf begrenzten „Experimentierfeldern“,
- die Förderung eines „föderativen Wettbewerbs“ durch die Möglichkeit des regionalen Vergleichs,
- die Verhinderung einer Machtkonzentration durch föderative Gewaltenteilung und
- die Heranbildung politischer Nachwuchskräfte auf regionaler Ebene.

## Ambivalenz zwischen Selbstbestimmung und übergeordneter Regelungsgewalt

### Grundsätzliches
Wie in Bundesstaaten, so ist überhaupt in größeren politischen Gemeinwesen ein Ausgleich zu finden zwischen einerseits dem ordnungspolitischen Anspruch des übergeordneten Verbandes auf gesamtdemokratische Entscheidungs- und Regelungsgewalt und andererseits dem Anspruch auf demokratische Selbstbestimmung nachgeordneter ethnischer, religiöser, traditioneller oder auch nur regionaler Teile der Gemeinschaft, ein Konflikt, der in jüngster Zeit in manchen Staaten Aktualität gewonnen hat. Der Weg zu einem Kompromiss liegt zum einen in politischer Dezentralisation, d. h. in einer Gewährung politischer und insbesondere rechtlicher Autonomien, die von einer staatlichen Föderalisierung bis zu regionalen und kommunalen Selbstbestimmungsrechten reichen kann, zum andern in einem ausgewogenen Zusammenwirken politischer Repräsentationsorgane.

### Politische Dezentralisation
Vor allem die – auch in der Föderalisierung liegende – politische Dezentralisation ist in Verbindung mit dem Subsidiaritätsprinzip ein wichtiges Instrument, politische Entscheidungen zu kultivieren und bürgernah zu gestalten.
Die Reichweite der Dezentralisation und der mit ihr verbundenen Autonomien bestimmt „darüber mit, wieviel ‚Freiheit‘, nämlich Selbstgestaltungsmöglichkeit, in einem staatlichen System herrscht. Sie beeinflusst auch die Lernfähigkeit des Systems, nämlich seine Fähigkeit, Informationen über die Lebensumstände und ihren Wandel, insbesondere über die vorherrschenden Bedürfnisse und Zielvorstellungen aufzunehmen und auf sie mit geeigneten rechtlichen Lösungen zu antworten. Auch unter diesem Gesichtspunkt stellt sich die Aufgabe, ein ausgewogenes Verhältnis zwischen einer Selbststeuerung der Teilsysteme und zentralen Steuerungen des Gesamtsystems zu suchen. […] Den übergeordneten Regelungsinstanzen verbleibt dann weitgehend nur eine ‚Steuerung der Selbststeuerung‘ der nachgeordneten Teilsysteme, insbesondere eine Festlegung der Rahmenbedingungen, innerhalb deren sich autonome Regelungen entfalten können. In größeren Gemeinwesen sind auch solche koordinierenden und richtungbestimmenden Funktionen in optimaler Weise nicht von einer einzigen Zentralinstanz zu übernehmen. Besser geeignet ist ein hierarchisches Gefüge staatlicher Unter-, Mittel- und Zentralinstanzen oder ein Stufenbau von Selbstverwaltungskörperschaften.“
Wie in Beispielen in Südamerika gezeigt werden konnte, erhöht Dezentralisierung nicht automatisch die Macht einer subnationalen Regierung. Vor allem, wenn administrative Aufgaben ohne die zusätzliche Bereitstellung von Finanzmitteln übertragen werden, kann das die Macht einer Regierung sogar mindern. Um die Unabhängigkeit subnationaler Regierungen zu maximieren, sollte zuerst eine politische und fiskalische Dezentralisierung erfolgen (dabei ist die Reihenfolge relativ egal) und erst am Ende eine administrative Dezentralisierung.

### Demokratische Ambivalenz
In Bundesstaaten und anderen föderativen Staatenverbindungen ist „einerseits dem demokratischen Selbstbestimmungsrecht der Gliedstaaten Rechnung zu tragen und eine ausgewogene föderative Repräsentation zu gewährleisten. Andererseits sind auf Bundesebene (Unionsebene) die Bürger demokratisch egalitär, d. h. mit gleichem Stimmgewicht zu repräsentieren“. Beides lässt sich schwer miteinander in Einklang bringen: Wenn bei Beschlüssen der Staatengemeinschaft nicht jeder Bürger mit gleichem Stimmgewicht (one man, one vote) repräsentiert wird, droht ein „gesamtdemokratisches Defizit“. Ein gleiches Stimmgewicht für jeden Unionsbürger bringt andererseits aber die Gefahr mit sich, dass kleine Gliedstaaten durch die Stimmkraft der volkreichen „an die Wand gedrückt“ werden können, sobald Entscheidungen der Gemeinschaftsorgane nicht einstimmig (mit Zustimmung aller Gliedstaaten) getroffen werden, und es entsteht ein „föderatives Defizit“. Das eine Defizit führt also zu gesamtdemokratischen, das andere zu föderativen Majorisierungen.
Um beides zu vermeiden, verlangen die Verfassung der USA oder die Bundesverfassung der Schweiz für die Gesetzgebung übereinstimmende Beschlüsse zweier Parlamentskammern, wobei in der Gliedstaatenkammer (Senat, Ständerat) jeder Mitgliedstaat ohne Rücksicht auf seine Bevölkerungszahl von je zwei Mitgliedern (also mit gleichem föderativen Gewicht) repräsentiert ist (wobei es in der Schweiz Ausnahmen für die sog. Halbkantone gibt) und in der Volksvertretung (Repräsentantenhaus, Nationalrat) jeder Bürger des Gesamtstaates (genauer: jeder Wähler) mit annähernd gleichem Gewicht vertreten ist.
Andere staatliche Ordnungen, wie Deutschland und Österreich, sprechen in der Gliedstaatenkammer den Gliedstaaten je nach Bevölkerungszahl mehr oder weniger Mitglieder zu. Zwar ist in diesen Verfassungsordnungen die Bevölkerung kleinerer Staaten im Verhältnis zur Gesamtbevölkerungszahl weiterhin überrepräsentiert, allerdings ist das Missverhältnis nicht so stark wie etwa in den USA und der Schweiz, wo der größte und der kleinste Gliedstaat zur Entsendung einer gleichen Zahl von Abgeordneten berechtigt sind. Gleichzeitig ist in solchen Verfassungsordnungen die Gliedstaatenkammer nicht gleichberechtigt an der Gesetzgebung beteiligt, sondern hat zumeist lediglich ein Vetorecht bei wichtigen Gesetzen und Verfassungsgesetzen, welche in Zuständigkeiten und Bestand der Gliedstaaten eingreifen.
In der Europäischen Union nimmt man ein gesamtdemokratisches Defizit in Kauf, um die Entscheidungsfähigkeit der europäischen Organe zu stärken.

## Typen des Föderalismus
- Unitarischer Föderalismus, z. B. Österreich
- Kooperativer Föderalismus, z. B. Deutschland oder die Schweiz; verschränkte Machtbeziehungen zwischen Gliedstaaten und Bund mit dem Ziel der Verbesserung der staatlichen Leistungsfähigkeit
- Wettbewerbsföderalismus (kompetitiver Föderalismus), z. B. die Vereinigten Staaten von Amerika (USA)
- Dualer Föderalismus, z. B. die USA; starke Trennung der Kompetenzen zwischen Gliedstaaten und Bund. Der konföderale Bundesstaat basiert auf dem Prinzip des Wettbewerbs und der Konkurrenz.
- Symmetrischer Föderalismus, z. B. die Schweiz. Wenn die Teilstaaten eines Staatenbundes allesamt über die gleichen Rechte verfügen, nennt man diese Form „symmetrischen Föderalismus“.
- Asymmetrischer Föderalismus, z. B. Spanien. Zwischen den Gliedstaaten sind Unterschiede in Hinsicht auf Rechte und Pflichten zu erkennen.
- Differenz- und Vereinigungsföderalismus – Unterschied nach dem Kriterium „gesellschaftliche Differenzierung oder Konkordanz“
- Nachhaltiger (libertärer) Föderalismus: Selbständige Gemeinden schließen sich aus eigenem Antrieb zusammen, um erledigt zu erhalten, was sie für sich allein nicht bewältigen können.
- Stammesföderalismus: Assoziative/dissoziative Begegnung politischer Lokal- und Regionalmächte bei verminderter nationalstaatlicher Autorität, z. B. Alpenland, Union alpine und Südstaat als Begriffe aus verschiedenen, seit dem ausgehenden 18. Jahrhundert geführten Diskussionen über die territoriale Neuorganisation Süddeutschlands

## Bundesstaaten

### Abgrenzung zu Einheitsstaaten und Staatenbünden
Ein Bundesstaat unterscheidet sich zum einen vom Einheitsstaat, zum anderen vom Staatenbund.
Während ein Staatenbund eine nur völkerrechtliche Verbindung souveräner Staaten ist, ist ein Bundesstaat eine staatsrechtliche Verbindung von (nichtsouveränen) Staaten zu einem (souveränen) Gesamtstaat. Die Beziehungen zwischen dem Bund und seinen Gliedstaaten und zwischen den Gliedstaaten untereinander sind staatsrechtlicher (nicht völkerrechtlicher) Art.
Die gesamtstaatliche Verfassung des Bundesstaates verteilt die staatlichen Befugnisse zwischen den Zentralorganen des Bundes und den Gliedstaaten in der Weise, dass weder die Bundesorgane noch die Gliedstaaten eine der anderen Institution übergeordnete Regelungsmacht haben. Durch diese in der gesamtstaatlichen Verfassung begründete Aufteilung der Kompetenzenhoheit unterscheidet sich der Bundesstaat einerseits vom Einheitsstaat und andererseits vom Staatenbund.

### Kompetenzverteilung zwischen Bund und Gliedstaaten
Die Bundesstaatlichkeit ist ein konkretes politisches System.
Bei der Aufgabenverteilung wird unterschieden zwischen:
sachlicher Kompetenzverteilung
Die staatlichen Zuständigkeiten werden zwischen Bund und Gliedstaat nach inhaltlichen Kriterien verteilt.
Beispielsweise übernimmt der Bund die Außen- und Finanzpolitik, während die Länder für Bildungswesen und Innere Sicherheit zuständig sind.
funktionaler Kompetenzverteilung
Die Zuständigkeiten zwischen Bund und Gliedstaaten unterscheiden sich nach Art der zu erbringenden Leistung.
Der Bund erarbeitet z. B. Gesetze und die Gliedstaaten führen selbige aus.

### Staatsgebiet
In föderal organisierten Staaten stellt sich die Frage nach dem Verhältnis von Staatsgebiet des Bundes zu den Staatsgebieten der Mitgliedstaaten.
Neben der Übereinstimmung (Kongruenz) von Staatsgebiet des Bundes und der Gesamtheit der Staatsgebiete seiner Gliedstaaten wie etwa in der Bundesrepublik Deutschland gibt es auch Staaten mit Bundesgebieten, die nicht zugleich Gebiet eines Gliedstaates sind (bundesunmittelbare Gebiete), wie z. B. das Capital Territory Australiens, die Territorien Kanadas oder der District of Columbia der Vereinigten Staaten von Amerika. Bundesunmittelbaren Sonderstatus hatte außerdem das Reichsland Elsaß-Lothringen. Schließlich sind auch Gebiete von Gliedstaaten denkbar, die nicht zugleich Bundesgebiet sind (bundesfreie Gebiete). Ein Beispiel für ein solches bundesfreies Gebiet war der Südteil des Großherzogtums Hessen im Norddeutschen Bund 1867–1871.

### Fiskalpolitik
Zunächst nahmen viele Politikwissenschaftler an, es wäre sinnvoll, die Fiskalpolitik auf der lokalen Ebene anzusiedeln, da die dortigen Politiker eine engere Verbindung zu den Bürgern haben und mehr nach deren konkreten Bedürfnissen handeln könnten. Andererseits neigen lokale Regierungen dazu, die Bedürfnisse des gesamten Staates zu vernachlässigen, und tragen in einigen Fällen signifikant zur Staatsverschuldung bei. Sie haben ein geringeres Interesse daran, die Schulden zu senken, da diese tendenziell eher auf die Zentralregierung negativ zurückfallen. Es gibt allerdings auch Methoden, mit denen eine Zentralregierung verhindern kann, dass etwas solches geschieht, wie z. B. eine Verschuldungsgrenze für subnationale Staaten.

## Staatenbünde
Eine andere Erscheinungsform des Föderalismus ist der Staatenbund. Ein Staatenbund entsteht durch vertraglichen Zusammenschluss souveräner Staaten. Hier können zwar gemeinsamen Institutionen einzelne Hoheitsrechte übertragen werden. Die umfassende Kompetenzenhoheit verbleibt aber den Mitgliedstaaten. Diese behalten auch das Recht, aus eigener Entscheidung aus dem Bund auszutreten. Ein Beispiel ist die Afrikanische Union.

## Föderales Europa
Lange Zeit konnte man bei der EWG und EG von einem Staatenbund sprechen. Verträge wie die Montanunion hatten sogar ein Ablaufdatum. Heute besitzt die EU neben einer Verwaltung auch feste Kompetenzen, die auf Basis der EU-Verträge vom Europäischen Gerichtshof überprüft werden. Bereits jetzt verkörpert die EU ein supranationales Konstrukt sui generis, das über einen organisierten Staatenbund hinausgeht; allerdings ist sie kein Staat. Deshalb prägte das deutsche Bundesverfassungsgericht in seiner Entscheidung vom 12. Oktober 1993 den Begriff Staatenverbund als Bezeichnung für die EU. Diese Definition wird zumindest von deutschen Juristen gerne verwendet. Die Forderung nach einer bundesstaatlichen gesamteuropäischen Verfassung wird als „europäischer Föderalismus“ bezeichnet.

## Globaler Föderalismus
Michael Wolffsohn sieht in seinem 2015 erschienenen Buch Zum Weltfrieden föderale Strukturen als Lösungsansatz für viele territoriale Konflikte.